# Neofit V (patriarcha Konstantynopola)
Neofit V, gr. Νεόφυτος Ε΄ (zm. 1711) – ekumeniczny patriarcha Konstantynopola przez kilka dni w 1707 r.

## Życiorys
Neofit został metropolitą Heraklei w dniu 15 maja 1689 r. 20 października 1707 został wybrany patriarchą Konstantynopola. Jego wybór nie został zaakceptowany przez sułtana. W przeciągu pięciu dni został obalony, ale pozostał metropolitą Heraklei. Zmarł w 1711 r.